# Rezes Molnár Lajos
Rezes Molnár Lajos (Orosháza, 1896. február 21. – Balatonfüred, 1989. május 3.) magyar festőművész, az 1930-as évek végétől kezdve aktív, elsősorban paraszti témájú zsánerképeiről ismert, mindemellett portréfestő.

## Élete és munkássága
Orosházi középbirtokos család fia, érettségi után könyvelői állást vállalt, közben 1916-ban beiratkozott az Országos Magyar Királyi Iparművészeti Tanodába (később Iparművészeti Főiskola, majd MOME), majd 1918-tól németországi ösztöndíjat kapott: a bajorországi Pforzheim iparművészeti iskoláján ötvösséget tanult. 1920-tól a müncheni Festőművészeti Akadémián öt évig Carl von Marr volt a mestere.
Hazatérvén 1925-ben Orosházán telepedett le. Ekkorra már megnősült, és megszületett Mihály fia. 1930-tól 1936-ig a Magyar Képzőművészeti Főiskola növendékeként Karlovszky Bertalan és Glatz Oszkár kezei alatt tanult. Művészettörténet-tanára Lyka Károly. A Műcsarnok kiállításain ekkor már feltűnnek képei. Tanulmányutat tett Párizsba, Rómába, Moszkvába, Leningrádba. Előbb Csobánkán, majd Szigligeten épített műtermet, ahol 1938-tól 1966-ig élt, később már második feleségével, Liával és kislányával, Hildával.
1961-ben az Osztrák Képzőművészeti Szövetség díszoklevelét kapta.
1966-ban családjával Balatonfüredre költözött, ahol 1986-ig visszavonultságban tovább alkotott. Jelentős kiállításokra hiába pályázott, mivel szókimondása miatt a kommunista rendszer által támogatott művészelit kizárta sorai közül, kiállítási kérelmeit rendszeresen visszautasították. 1989-ben otthonában érte a halál. Sírja a balatonfüredi köztemetőben van.
Paraszti témájú és a Balaton környékén festett képei művészi munkájának nagyobb részét alkotják. Mindemellett kiváló portréfestő. Élete későbbi éveiben csendéleteket is festett. Portréi, életképei, tájképei főként Glatz piktúrájának szellemiségét és előadásmódját folytatják.
Elsősorban külföldi piacra dolgozott. Festményei jórészt amerikai magyar, osztrák és német gyűjtőkhöz kerültek, illetve egy hazánkba látogató japán állami delegáció egyszerre 10 festményét vásárolta meg.

## Nevezetesebb festményei
- Krumpliszedők
- Bakonyi erdő
- Berda József arcképe
- A szentesi juhász
- Balatoni halász
- Lia lila kendőben
- Levendulamező Akali fölött

## Egyéni kiállítások
- 1978 Orosháza, Balatonfüred
- 1981 Balatonfüred, Orosháza
- 1982 Veszprém

Többször volt kiállítása Bécsben.

## Válogatott csoportos kiállítások
- 1954 Vidéken élő képzőművészek kiállítása, Ernst Múzeum, Budapest
  - 5. Magyar Képzőművészeti kiállítás, Műcsarnok, Budapest
- 1972 VI. Magyar Plakátkiállítás, Műcsarnok, Budapest